# Driftwood (film 1916)
Driftwood è un film muto del 1916 diretto da Marshall Farnum. La sceneggiatura di Anthony Paul Kelly è basata sul lavoro teatrale di Owen Davis.

## Produzione
Il film fu prodotto dalla Ocean Film Corporation.

## Distribuzione
Distribuito dalla Raver Film Corp., il film uscì nelle sale cinematografiche USA nel marzo 1916.